# 迪米特里耶·坎泰米爾鄉
迪米特里耶·坎泰米爾鄉（羅馬尼亞語：Comuna Dimitrie Cantemir）是羅馬尼亞的鄉份，位於該國東北部，由瓦斯盧伊縣負責管轄，面積91平方公里，海拔高度144米，2007年人口2,937，人口密度每平方公里32人。名字来源于罗马尼亚历史人物迪米特里耶·坎泰米尔。